# Wilma van Onna
Wilma van Onna (13 juni 1965) is een Nederlandse voormalige langeafstandsloopster. Ze werd over een periode van veertien jaar in totaal elfmaal Nederlands kampioene op verschillende afstanden. Een van haar grootste prestaties leverde ze op 8 oktober 2000 door de marathon van Eindhoven te winnen.

## Biografie

### Basisconditie genoeg
Van Onna deed aanvankelijk aan handballen, voordat zij zich op vijftienjarige leeftijd tot de atletiek bekeerde. Ze meldde zich aanvankelijk aan bij de atletiekvereniging Diomedon in Steenbergen, maar stapte naderhand over naar Olympia ’48 in Den Haag. 'Een club met meer contact in het buitenland en met een sterke competitieploeg', aldus Van Onna. Toen ze later in Wageningen agrarische economie ging studeren, kwam ze bij de atletiekvereniging Tartlétos terecht. Gebrek aan basisconditie had ze niet, want opgegroeid op het platteland (Wieringerwaard, Dronten en Zeeland) was ze eraan gewend geraakt om dagelijks fietstochten van veertig kilometer naar school te moeten maken.
Door de ervaringen van een collega-atlete raakte Wilma van Onna geïnteresseerd in de mogelijkheden in Amerika. "Het trok me erg en in augustus 1988 ben ik naar El Paso gegaan om er te trainen en marketing te studeren."

### Studie op twee fronten
Haar opleiding in Wageningen wilde ze echter niet opgeven. Van Onna reisde de jaren erna dus regelmatig op en neer en kreeg het op deze wijze voor elkaar, dat ze eind 1991 en begin 1992 aan beide universiteiten afstudeerde. "Het was een goede combinatie voor mij. Ik kreeg in Amerika een paar vrijstellingen, maar sport en studie zijn daar toch al makkelijker te combineren. Studenten hebben er veel meer tijd om te trainen, omdat sport nu eenmaal heel belangrijk is voor de Amerikaanse universiteiten. Al had ik zelf door de combinatie wel weken van meer dan veertig uur gemaakt. Maar ik heb de studie altijd op de eerste plaats gezet, ik wil er iets mee doen als het lopen straks voorbij is", aldus Van Onna in 1992.
Vanuit sportief oogpunt bezien ging het Wilma van Onna in Amerika eveneens voor de wind. Ze boekte er vele overwinningen, vooral op wegwedstrijden en verdiende daar ook nog eens goed geld mee. Meer dan in Nederland in elk geval. "Misschien wel vijf keer zoveel voor een overwinning, maar je moet er (...) wel voor presteren. Startgelden kennen ze niet, je krijgt hooguit je reis en verblijf vergoed." Na afloop van haar studie bleef Van Onna dan ook nog wat langer in Amerika. Ze had inmiddels een baantje als assistent-coach van de langeafstandslopers van El Paso. En ook maakte ze deel uit van de Nike-ploeg.

### Mooiste overwinning
De meeste successen in haar lange carrière boekte Van Onna echter toch aan deze kant van de Atlantische Oceaan, al noemt ze zelf haar overwinning bij een wegwedstrijd in Tampa, Florida haar mooiste herinnering. "Daar liep ik de vijftien kilometer in 49.11 en won mijn eerste echte, heel grote wedstrijd."
Hoewel Wilma van Onna zowel op de baan, de weg als in het veld nationale titels veroverde, heeft zij toch vooral bekendheid gekregen door haar veelvuldige optredens bij zo ongeveer alle grote wegwedstrijden in Nederland. Vaak finishte ze als beste Nederlandse en soms eindigde ze zelfs in de prijzen. Hoogtepunt was haar eerder gememoreerde overwinning op de marathon van Eindhoven in 2000 in 2:39.35, waarmee zij tevens haar eerste en enige Nederlandse titel op de marathon veroverde.
Aan de Zevenheuvelenloop (15 km) nam ze zesmaal deel (met een tweede plaats in 1999 als beste resultaat), evenals aan de Dam tot Damloop (beste resultaat: tweede in 1991); de halve marathon van Egmond, de City-Pier-City Loop, de 20 van Alphen en de Tilburg Ten Miles bestreed ze elk driemaal. In 1997 en 1998 won ze de Groet Uit Schoorl Run (30 km) en in 2000 zegevierde ze in dezelfde wedstrijd over 21,1 km. In 2000 en 2001 won ze bovendien de Trosloop. Daarnaast vertegenwoordigde zij Nederland op verschillende WK’s.

### Eigen zaak
'Vijftien jaar heb ik alles voor het lopen opzijgezet en met alle liefde. Ik deed het immers graag en heb de hele wereld gezien. Je had een compleet ander leven, een heel ander ritme dan nu.' Inmiddels is ze er al een tijdje klaar mee. Ze werkt nu veertig tot vijftig uur per week in haar eigen hardloopspeciaalzaak, Run2Day in Rotterdam, die ze samen met haar partner Eric Brommert runt. In september 2007 vierde ze haar eerste lustrum.
Haar afscheid van de wedstrijdsport verliep onaangekondigd; Van Onna verscheen gewoon niet meer aan de start. 'De competitie die ik in de atletiek zocht, heb ik nu gevonden in de winkel. Daar wil ik nu de beste in zijn. Die voldoening terugvinden in je werk, is heel gaaf.'
Lopen doet ze desondanks nog altijd. "Ik train nog steeds elke dag, maar er zit geen lijn in. Maar de liefde voor het lopen is blijven bestaan." En af en toe meldde zij zich ook nog weleens aan voor een wedstrijd. Maar na haar ervaring in de City Pier City Loop van 2008 lijkt ze daar nu toch vanaf te zijn gestapt. Na een koopavond tot negen uur op de dag ervoor, was ze voor deelname aan die wedstrijd snel naar Den Haag vertrokken. 'Dat vond ik helemaal niet leuk. Ik dacht nog: dit moet ik niet meer doen. Ik ben toen uitgestapt.'

## Nederlandse kampioenschappen
Outdoor
| Onderdeel                 | Jaar             |
| ------------------------- | ---------------- |
| 5000 m                    | 1999             |
| 10.000 m                  | 1996, 1999, 2000 |
| 10 km                     | 1999             |
| halve marathon            | 1996             |
| marathon                  | 2000             |
| veldlopen (lange afstand) | 1987, 2000       |

Indoor
| Onderdeel | Jaar       |
| --------- | ---------- |
| 3000 m    | 2000, 2001 |

## Persoonlijke records
Baan
| Onderdeel   | Prestatie | Datum            | Plaats     |
| ----------- | --------- | ---------------- | ---------- |
| 1500 m      | 4.19,25   | 18 juni 1989     | Sittard    |
| 1 Eng. mijl | 4.45,70   | 30 augustus 1991 | Amersfoort |
| 3000 m      | 9.03,76   | 13 mei 1999      | Vught      |
| 5000 m      | 15.35,22  | 5 juli 2000      | Papendal   |
| 10.000 m    | 32.33,61  | 25 juni 1991     | Hengelo    |

Weg
| Onderdeel      | Prestatie | Datum             | Plaats              |
| -------------- | --------- | ----------------- | ------------------- |
| 10 km          | 32.07     | 28 maart 1993     | Mobile              |
| 15 km          | 49.11     | 15 februari 1992  | Tampa               |
| 10 Eng. mijl   | 53.37     | 22 augustus 1992  | Flint               |
| 20 km          | 1:09.27   | 13 maart 1999     | Alphen aan den Rijn |
| halve marathon | 1:10.59   | 20 september 1992 | Philadelphia        |
| marathon       | 2:34.12   | 10 oktober 1999   | Eindhoven           |

Indoor
| Onderdeel | Prestatie | Datum         | Plaats       |
| --------- | --------- | ------------- | ------------ |
| 3000 m    | 9.01,49   | 11 maart 1989 | Indianapolis |

## Palmares

### 3000 m
- 1987: 4e NK indoor, Den Haag – 10.00,76
- 1987: 4e NK – 9.46,94
- 1988:  NK – 9.16,79
- 1990: 5e NK – 9.29,36
- 1991:  NK – 9.14,78
- 1991:  Gala ’91, Kerkrade – 9.04,99
- 2000:  NK indoor, Gent – 9.14,45
- 2001:  NK indoor, Gent – 9.34,71

### 5000 m
- 1996:  Kerkrade Classics – 16.09,62
- 1997: 7e Kerkrade Classics – 16.15.74
- 1998: 4e NK – 16.38,48
- 1999:  NK – 16.13,15
- 1999: 13e APM Games – 15.52,43
- 2000:  Papendal Games – 15.35,22
- 2000:  NK – 15.54,89

### 10.000 m
- 1990:  NK te Rotterdam – 34.31,66
- 1991: 4e APM Games – 32.33,61
- 1991: 7e Universiade - 32.48,94
- 1996:  NK – 33.25,10
- 1998:  NK – 34.23,54
- 1999:  NK – 32.44,49
- 2000:  NK – 34.06,31

### 10 km
- 1995: 5e Parelloop - 34.00
- 1996:  Parelloop - 34.31
- 1998: 6e Parelloop - 35.03
- 1998:  marathon van Leiden - 33.58
- 1998: 7e Tilburg Ladies Run - 34.13
- 1999: 4e Tilburg Ladies Run - 32.43
- 1999:  NK in Brunssum - 33.03 (4e overall)
- 2000: 6e Parelloop - 34.52
- 2000: 8e Tilburg Ladies Run - 33.14
- 2000:  marathon van Leiden - 33.01
- 2000:  Stratenloop, Goirle - 32.49
- 2001:  Goudse Nationale Singelloop - 33.49
- 2002: 5e Zwitserloot Dakrun - 35.07
- 2003:  Parelloop - 34.13
- 2003: 4e Zwitserloot Dakrun - 35.02
- 2004:  Parelloop - 34.44

### 15 km
- 1986: 5e Zevenheuvelenloop - 57.46
- 1988:  NK, Emmeloord – 53.42
- 1991:  Zevenheuvelenloop - 50.45
- 1991: 29e WK weg, Nieuwegein – 50.48
- 1994: 13e Zevenheuvelenloop - 53.48
- 1996: 8e Zevenheuvelenloop – 51.58
- 1997: 5e 20 van Alphen – 50.37
- 1997: 7e Zevenheuvelenloop – 52.28
- 1998: 5e Zevenheuvelenloop – 52.13
- 1999:  Zevenheuvelenloop – 50.19
- 2000: 9e Zevenheuvelenloop – 51.45
- 2001: 11e Zevenheuvelenloop – 52.12
- 2002:  Zevenheuvelenloop – 51.59
- 2004:  Bruggenloop – 55.07

### 10 Eng. mijl
- 1991:  Dam tot Damloop – 55.16
- 1994: 9e Dam tot Damloop – 56.12
- 1995: 4e Telematica 10 EM, Heerlen - 55.57
- 1995:  FIT Ten Miles, Den Haag – 55.15
- 1996: 8e Dam tot Damloop – 54.23
- 1997: 9e Telematica 10 EM, Heerlen – 58.45
- 1997: 6e Dam tot Damloop – 55.27
- 1998: 6e Telematica 10 EM, Heerlen – 56.38
- 1999:  Telematica 10 EM, Heerlen – 56.20
- 2001: 10e Dam tot Damloop - 55.40

### 20 km
- 1999: 5e 20 van Alphen – 1:09.27
- 2000: 10e 20 van Alphen – 1:10.15

### halve marathon
- 1992:  halve marathon van Philadelphia - 1:10.59
- 1993: 66e WK – 1:17.51
- 1995:  NK – 1:14.08
- 1996:  NK – 1:12.36
- 1997: 6e halve marathon van Egmond – 1:18.07
- 1997: 4e City-Pier-City Loop – 1:12.22
- 1997:  Marquetteloop - 1:13.34
- 1998:  NK - 1:17.24
- 1998: 9e halve marathon van Egmond – 1:16.48
- 1998: 12e City-Pier-City Loop - 1:17.32
- 1999: 8e halve marathon van Egmond – 1:14.11
- 1999:  NK – 1:11.37 (5e overall)
- 1999: 5e Dam tot Damloop – 1:13.23
- 1999: 7e Bredase Singelloop – 1:14.37
- 2000:  Groet uit Schoorl – 1:15.14
- 2000:  NK – 1:14.54 (12e overall)
- 2000: 6e Dam tot Damloop – 1:13.24
- 2000:  Trosloop, Haarlem – 1:11.12
- 2000: 15e WK, Veracruz – 1:15.17
- 2001: 12e City-Pier-City Loop - 1:17.50
- 2001:  Trosloop, Haarlem – 1:14.33
- 2004: 7e NK in Den Haag - 1:21.06 (14e overall)
- 2007: 4e NK in Den Haag - 1:18.32 (8e overall)
- 2010:  halve marathon van Leeuwarden - 1:28.54

### 30 km
- 1997:  Groet uit Schoorl Run – 1:51.37
- 1998:  Groet uit Schoorl Run - 1:50.35

### marathon
- 1993:  NK in Rotterdam – 2:34.28 (2e overall)
- 1995: 10e Marathon van Berlijn - 2:38.10
- 1997:  Westland Marathon – 2:46.57
- 1999:  NK in Eindhoven – 2:34.12 (2e overall)
- 2000:  NK in Eindhoven – 2:39.35 (1e overall)
- 2004: 4e NK in Rotterdam - 2:47.03,0 (13e overall)
- 2010: 17e marathon van Dubai - 3:12.53

### overige afstanden
- 1987:  Singelloop Utrecht (9 km) - 32.46
- 1994:  4 Mijl van Groningen - 21.54
- 1995:  4 Mijl van Groningen - 22.16
- 2002: 4e 4 Mijl van Groningen - 21.48

### veldlopen
- 1986: 19e NK, Amsterdam (4500 m) – 16.47
- 1987: 7e Duindigtcross, Wassenaar (3500 m) – 14.10,8
- 1987:  NK, Zeeland (4500 m) – 16.08
- 1988: 4e Sprintcross, Breda – 12.56,3
- 1992: 32e WK, Boston (6.370 m) – 22.16
- 1994: 7e Sylvestercross, Soest – 20.57
- 1996: 4e Sylvestercross, Soest – 19.11
- 1997: 6e NK, Apeldoorn (6.225 m) – 21.52
- 1997: 8e Sylvestercross, Soest – 19.48
- 1999:  NK, Heerde (5.822 m) – 21.35
- 2000:  Profilecross, Uden (6.950 m) - 25.04
- 2000:  NK, Heythuysen (7,4 km) – 25.28
- 2001: 6e Sprintcross, Breda (6.100 m) – 21.15
- 2001:  NK, Kerkrade (7.474 m) – 28.07

### overig
- 1991:  Warandeloop - 13.47
- 1996: 5e Tilburg Ten Miles (8 km) – 26.18
- 1997:  Bredase Singelloop (15,9 km) – 56.04
- 2000:  Stadionloop (10,3 km), Rotterdam – 36.38
- 2002: 9e Warandeloop (6.200 m), Tilburg – 21.26